# プスコフ公国
プスコフ公国（プスコフ共和国）（ロシア語: Псковское княжество(Псковская республика)）は、中世のルーシにおいて、プスコフを首都として成立した国家である。11世紀初めから1136年まではキエフ大公国の代官によって管理されたが、その後に、広範囲にわたる自治権を有したままノヴゴロド公国（ノヴゴロド共和国）の一部に組み込まれた。1348年より完全に独立し、1510年にモスクワ公国に組み込まれた。
本頁における国家・事件・事象等の名称は、意訳・直訳によるものを含む。詳しくは各リンク先を参照されたし。

## 名称
ロシア語における、同国に関する名称は、「Псковское княжество（プスコフ公国）」、「Псковская республика（プスコフ共和国）」、「Псковская вечевая республика（プスコフ民会共和国）」、「Псковская феодальная республика（プスコフ封建共和国）」などが用いられている。公式には「Псковское господарство（プスコフの主権）」、「Псковская земля（プスコフの地）」を用いている。

## 歴史

### ノヴゴロドからの独立
最初のプスコフ公は、11世紀初めの、ウラジーミル1世の子のスディスラフ(ru)だった。12世紀にキエフ大公国が崩壊した後、プスコフの街と周辺地（ヴェリーカヤ川、チュド湖(ru)、プスコフ湖(ru)、ナルヴァ川沿いの地域）はノヴゴロド公国の一部となった。しかしプスコフ公国は、独自に隷属都市を建設する権利を含む、特別な主権を有していた。プスコフ公国に属した都市のうち、もっとも古いものはイズボルスクである。
さらに、1240年のネヴァ河畔の戦い、1242年の氷上の戦い（チュド湖の戦い）等の、リヴォニア騎士団に対する戦争に参加・勝利したことで、自治権は大きく拡大した。特に1268年のラクヴェレの戦い(ru)の後に顕著であった。また、ノヴゴロドからプスコフが独立する過程において、プスコフ公ダウマンタス（在位：1266年 - 1299年）は著しい貢献をなした。
1348年、ボロトフ条約(ru)によって、ノヴゴロドの貴族（ボヤーレ）は、プスコフに市長（ポサードニク）を派遣することを停止した。これによって、プスコフの独立は法律上もノヴゴロドに承認された。一方、プスコフはモスクワ大公国を同盟の長とみなし、モスクワ大公の意に沿う人物を、プスコフ公に選出することに同意した。

### モスクワへの併合
プスコフ公国は外交方針として、経済の発達によって強大化してきたモスクワ大公国への接近策を採った。1380年のクリコヴォの戦いへの参加と、ドイツ騎士団・リトアニア大公国への共闘である。しかしこれらの方針は結果として、プスコフの独立性を喪失する遠因となった。ただしこの時期には、プスコフの何人かの貴族と商人がモスクワへの統合を試みたが、大多数の市民は賛同していない。
1399年以降のプスコフ公は、モスコフスキー・ナメストニク（モスクワの代官）と呼ばれている。モスクワ大公ヴァシーリー2世はプスコフの代官を自分の裁量によって任命する権利を獲得した。また、この代官はプスコフ公のみならず、モスクワ大公への誓約も必要とする制度を導入した。なおプスコフの人々は、イヴァン3世の統治期（在位：1462年 - 1505年）にこの制度を拒否している。
1510年、モスクワ大公ヴァシーリー3世は、プスコフを自分の世襲領地（ヴォートチナ(ru)）とすることを公布した。プスコフの民会（ヴェチェ(ru)）は解散させられ、およそ300の裕福な家族が街から追放された。その所有地はモスクワ大公に仕える人々に分配された。1510年1月13日の明け方に、民会の鐘は降ろされた。

## 社会

### 政治
プスコフはノヴゴロドとは古くからの関係があり、また外部からの軍事的威嚇もあり、民会制度が発達する要因となった。プスコフにおいては、公は些細な役割を果たすのみだった。一方、民会は市長（ポサードニク）と商工組合長（ソートスキー(ru)）を選出し、上流階級と、商工者階級・封建的隷属民階級（スメルド）との間の関係を取り持った。民会の記録保管所には、個人の証書と、国家の書類が保管されていた。ただし貴族の評議会が、民会の決議に大きな影響を与えていた。身分の高い家族の出身者は特権として、重要な役職に選ばれる権利があり、政治的実権は貴族層が独占していた。14世紀、貴族と隷属農民・新興職人との間の闘争は、異端の教会改革派であるストリゴーリニキ派(ru)の出現という結果を生み、1470年代に始まる、頻繁な血みどろの衝突を引き起こした。また、モスクワ大公国による政治的介入は上記の節のとおりである。

### 経済
プスコフ共和国には、非常に発達した農業・漁業・鍛造業・宝石加工業と建築技術があった。またプスコフの街にはハンザ同盟の取引所が置かれ、交易の分岐点として、国内、ノヴゴロド等のルーシの街、バルト地域、西ヨーロッパとつながっていた。プスコフはルーシにおける最大級の職人と貿易の中心地が形成されていた。1425年9月から1510年2月までの85年間にわたって、独自の貨幣が鋳造されていた。土地の所有形態はノヴゴロドと異なり、大規模な地主はなく、市民や修道院の所有地が小さく散在していた。商取引上の法律は、プスコフ裁判勅書に規定・編纂されていた。

### 文化
プスコフでは14世紀から16世紀にかけて、年代記の編集が行われた（プスコフ年代記）。また、ノヴゴロドの文化を基盤にしつつも、独自の文化を発展させた。建築では、複数の鐘を並列させた鐘楼を備えた教会建築物が作られた。絵画では、黄色・緑色を背景色に使用したイコンが作成され、独自の傾向が見られた。

プスコフのクレムリの城壁と至聖三者大聖堂（左）